# Euryopis giordanii
Euryopis giordanii är en spindelart som beskrevs av Lodovico di Caporiacco 1950. Euryopis giordanii ingår i släktet Euryopis och familjen klotspindlar.
Artens utbredningsområde är Italien. Inga underarter finns listade i Catalogue of Life.